# Concretisme

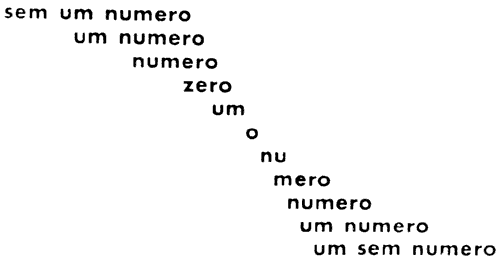
Poema concret d'Augusto de Campos, 1962

En literatura, el Concretisme va ser un moviment artístic sorgit en la dècada del 1950 que eliminava els versos i la sintaxi normal del discurs, i donava molta importància a l'organització visual del text, per no fer distinció entre forma i contingut i crear un nou tipus de llenguatge. Els seus principis, en certa manera, dialoguen amb els del Cubisme, aplicats tant a la literatura com a les arts plàstiques. En foren precursors del moviment el suís Max Bill i el rus Vladimir Maiakovski.

## Al Brasil
Aquest moviment avantguardista arriba al Brasil al voltant del 1950, amb el suís Max Bill (1908-1994).
El moviment concretista es constituí, primerament, a la ciutat de Sâo Paulo, a la dècada del 1950, dirigit pels poetes i germans Augusto i Haroldo de Campos (coneguts com "germans Campos”) i Décio Pignatari, que fundaren la revista Noigandres (1952), per divulgar les seues idees sobre poesia concreta. Posteriorment, el grup també inclouria els poetes cariocas Ronaldo Azeredo i José Lino Grünewald. A partir de la dècada del 1960, alguns poetes relacionats amb l grup, com ara Ferreira Gullar i Paulo Leminski, s'implicaren en temes socials, i sorgiren llavors diverses tendències postconcretistes.

### Context
A la primeria dels 1950, quan els poetes concretistes brasilers comencen a agrupar-se a l'entorn de la revista Noigandres, els estats europeus comencen a recuperar-se del trauma de la Segona Guerra Mundial. S'iniciava un període de reestructuració geogràfica, política i econòmica.(4)
Al Brasil, es vivia una època de ràpida modernització i intens creixement econòmic, sobretot amb el govern de Juscelino Kubitschek (1956-1960). El Pla de Metes de Juscelino donà un impressionant creixement de la indústria de béns de consum duradors, amb expansió de l'ocupació i de la renda dels brasilers. Les grans realitzacions, com la construcció de Brasília i l'estabilitat política van contribuir a crear l'atmosfera d'optimisme dels "anys daurats".(4)
La poesia concreta, segons Philadelpho Menezes, estava "íntimament associada amb el boom desenvolupacionista de l'estat, simbolitzat exemplarment en la construcció de Brasília, una nova ciutat idealitzada com a centre del poder, matemàticament situada al centre geogràfic. Basta recordar que el principal text de poesia concreta, publicat el 1958, té el títol Pla Pilot per a Poesia Concreta, signat per Augusto de Camps (1931), Haroldo de Camps (1929-2003) i Décio Pignatari (1927-2012). És una cita directa i assumida del Pla Pilot per a la Construcció de Brasília, elaborat per Lúcio Costa i Oscar Niemeyer, que somniava construir, del no res, al mig de l'inhòspit tancat de l'Altiplà brasiler, una ciutat dintre dels motles més racionalistes idealitzats per l'urbanisme modern europeu.(4)
"En les arts i en l'arquitectura es consagra la modernitat. Niemeyer, Lúcio Costa, Reidy i altres funden un nou cànon arquitectònic, puntuant la vida urbana amb símbols del futur planejat (...). La música és la bossa nova, el cinema és el cinema novo. En les arts i en poesia, el Concretisme marca el sentit de la modernitat, dictant les normes de la ruptura."
Segons Philadelpho Menezes, la poesia concreta només es distingeix de les altres formes poètiques a partir de 1955, quan el grup paulista coneix el poeta suís bolivià Eugen Gomringer. A partir d'aquesta interacció, el grup paulista crea el nom "poesia concreta" i assumeix la idea d'organitzar un moviment internacional de la nova poesia. La forma típica de la poesia concreta s'associa als poemes de Gomringer, publicats el 1953, amb el títol de Konstellationen ('constel·lacions'), i s'explica en el manifest publicat pel mateix Gomringer: Del vers a la constel·lació: funció i forma d'una poesia."
Segons Bernardo Souto, el concretisme no canvia el filtre del temps. Per a ell, és "una estètica que tria el pur i simple ludisme verbal com a principal bandera, menyspreant per complet la dimensió ontològica, transcendental i simbòlica del text poètic" i "Malgrat que encara està sobrevalorat, el concretisme només va ser un frau."

### Característiques
El poema concret té com a característica primordial l'ús de les possibilitats gràfiques dels mots, sense preocupacions per l'estètica tradicional de començament, mig i fi; és per això que se l'anomena poema objecte.
Així, la poesia concreta absorbeix solament la "paraula objecte", sense atenir-se a convencions relatives a estrofes, versos i rimes, bàsicament bolcada a l'explotació de les possibilitats gràfiques de la paraula. Els principals atributs d'aquesta poesia són:
- Eliminació del vers
- Aprofitament de l'espai en blanc de la pàgina per a la disposició de mots
- Exploració dels aspectes sonors, visuals i semàntics dels vocables
- Ús de neologismes i termes estrangers
- Descomposició de paraules
- Possibilitats de múltiples lectures del poema

Malgrat que el concretisme no es preocupa del tema, doncs l'objectiu principal era crear un nou llenguatge, capaç de barrejar forma i contingut, en diversos moments apareix, en la poesia concreta, la crítica a la societat capitalista i al consum exacerbat.(3)

### Autors concretistes brasilers
- Augusto de Camps
- Haroldo de Camps
- Décio Pignatari
- Ronaldo Azeredo
- José Lino Grünewald
- Ferreira Gullar
- José Paulo Paes
- Paulo Leminski